# Tecomaltianguisco
Tecomaltianguisco är en ort i Mexiko.   Den ligger i kommunen Concepción Pápalo och delstaten Oaxaca, i den sydöstra delen av landet, 300 km sydost om huvudstaden Mexico City. Tecomaltianguisco ligger 1 528 meter över havet och antalet invånare är 143.
Terrängen runt Tecomaltianguisco är mycket bergig, och sluttar österut. Runt Tecomaltianguisco är det glesbefolkat, med 17 invånare per kvadratkilometer. Närmaste större samhälle är San Felipe Usila, 19,8 km öster om Tecomaltianguisco. I omgivningarna runt Tecomaltianguisco växer i huvudsak städsegrön lövskog.